# معرض سيارات
[[onto_Armouries.xp|تصغير|معرض سيارات في تورنتو، أونتاريو، كندا عام 1912]]

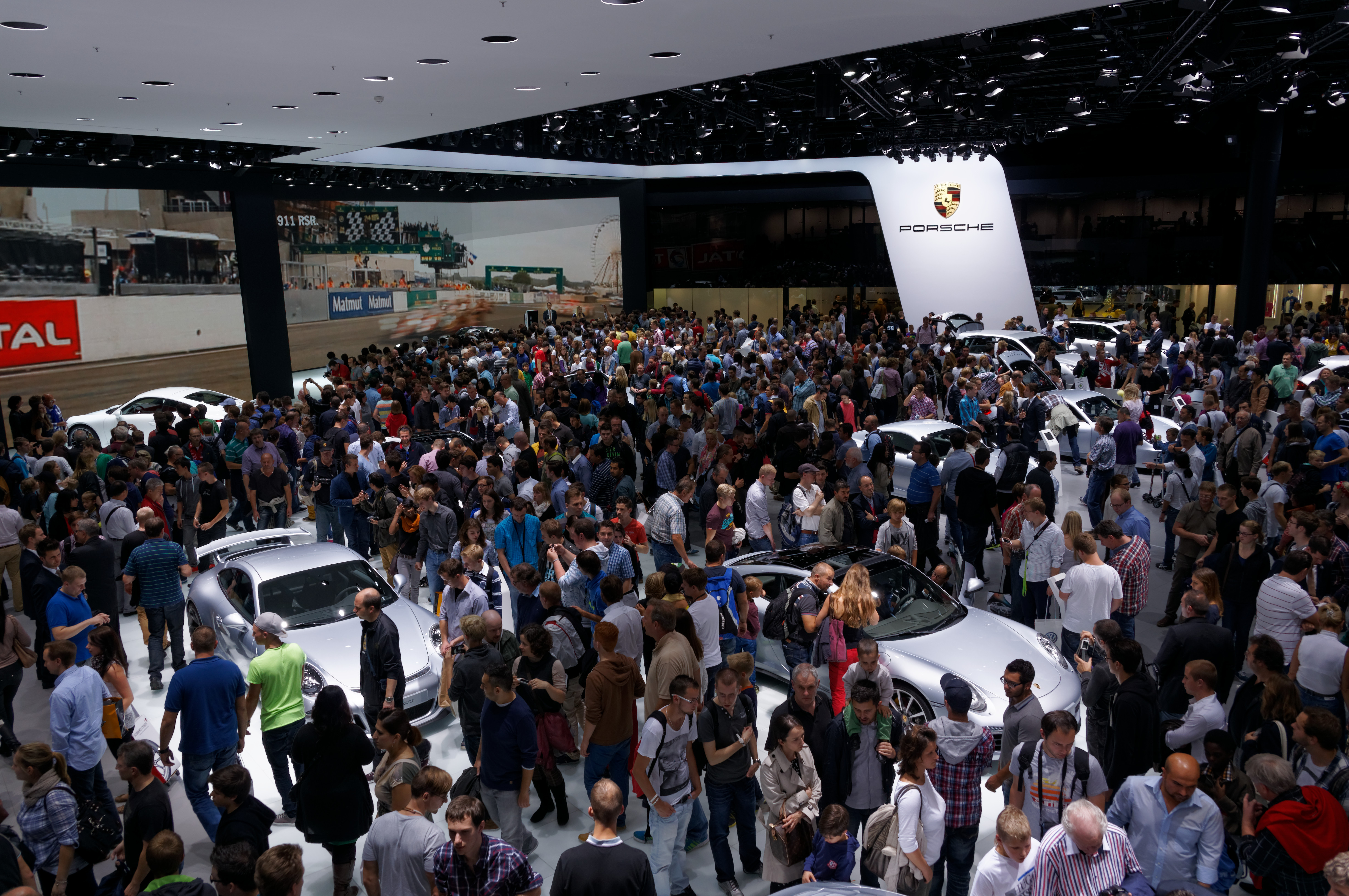
داخل جناح بورش في معرض ألمانيا الدولي للسيارات في فرانكفورت

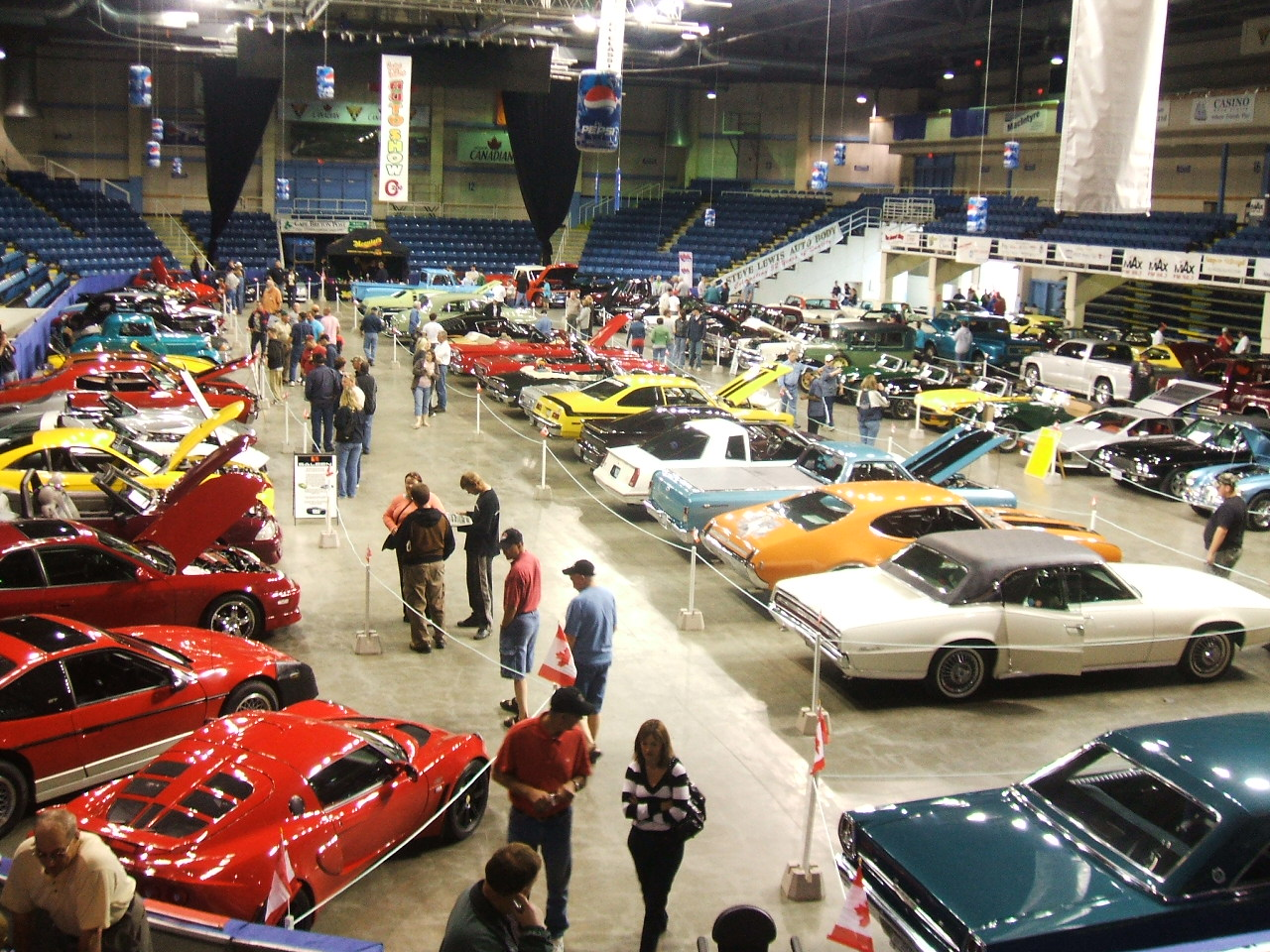
معرض السيارات العتيقة والمخصصة في مركز 200

معرض السيارات هو معرض عام لنماذج السيارات الحالية، أو الظهور الأول، أو السيارات المبتكرة، أو الكلاسيكيات خارج الإنتاج. يحضره ممثلو صناعة السيارات والتجار وصحفيو السيارات وعشاق السيارات. تُقام معظم معارض السيارات مرة أو مرتين في السنة. وهي مهمة لمصنعي السيارات والتجار المحليين كتمرين للعلاقات العامة، حيث يقومون بالإعلان عن منتجات جديدة والترويج للعلامات التجارية للسيارات. تعتبر معارض السيارات الخمسة الأكثر شهرة، والتي تسمى أحيانًا "الخمسة الكبار"، تقام في فرانكفورت وجنيف وديترويت وباريس وطوكيو.
تعرض بعض معارض السيارات إلى جانب السيارات جميع أنواع المركبات الأخرى. يمكن أن تشمل أنواع المركبات الحافلات والشاحنات وجميع أنواع المركبات الأخرى مثل معرض السيارات في دلهي الذي يجلب مجموعة متنوعة من المركبات تتراوح من السيارات الخاصة إلى التجارية.

## الصانعون والتجار
تنظم المنظمة الدولية لمصنعي السيارات العديد من معارض السيارات، بما في ذلك الخمسة الكبار. كل هذه المعارض لها غرض إعلاني. يتم الاحتفاظ بها كجزء من إستراتيجية المبيعات للمصنعين.

## معارض المتحمسين
هناك عروض سيارات أخرى تنظمها جمعيات عشاق السيارات. لا يوجد مصطلح مقبول بشكل عام لهذه الأحداث الأكثر شيوعًا.
تعرض معارض سيارات الشركة المصنعة عادةً المركبات التي يتم تصنيعها حاليًا والمتاحة للشراء. تعرض معارض السيارات المتحمسة المركبات المملوكة للأفراد، والتي لا يتم تصنيعها حاليًا، وغير متاحة للشراء. دائمًا ما تتقاضى معارض السيارات المصنعة رسومًا للقبول، في حين أن معارض السيارات المتحمسة لا تفرض رسومًا.
تحتوي معارض السيارات المتحمسة على قواعد دخول تحد من أنواع المركبات التي يمكن عرضها، مثل السيارات الكلاسيكية، والنماذج الفردية (كورفيت، فورد موديل تي، موستانج). تسمح بعض العروض أحادية الطراز بدخول المركبات التي يتم تصنيعها حاليًا.
عادة ما ترسم معارض السيارات المتحمسة مداخلها محليًا. في أي أسبوع قد يكون هناك عشرات أو أكثر من معارض السيارات المتحمسة في جميع أنحاء البلاد.

## قائمة معارض السيارات
- أوتو إكسبو
- معرض ألمانيا الدولي للسيارات
- معرض أمريكا الشمالية الدولي للسيارات
- معرض السيارات السعودي الدولي
- معرض باريس للسيارات
- معرض باريس للسيارات 2014
- معرض طهران للسيارات
- معرض قطر للسيارات

## روابط خارجية
- المنظمة الدولية لمصنعي السيارات
- Auto-fairs.com - تقويم العرض الدولي
- قوائم معارض السيارات